# 2021年エミリア・ロマーニャグランプリ
2021年エミリア・ロマーニャグランプリ（2021ねんエミリア・ロマーニャグランプリ、英語: 2021 Emilia Romagna Grand Prix）は、2021年のF1世界選手権第2戦として、2021年4月18日にイモラ・サーキットで開催された。
正式名称は「Formula 1 Pirelli Gran Premio Del Made In Italy E Dell'emilia Romagna 2021」。

## 背景
開催に至る経緯
FIAの承認を受けた当初のスケジュールでは本レースは記載されなかったが、新型コロナウイルス感染症の世界的流行により、シーズン序盤に開催予定であったオーストラリアグランプリと中国グランプリの延期が決まり、前年に引き続きイモラ・サーキットでの開催が決定した。グランプリの名称も前年同様「エミリア・ロマーニャグランプリ」で、正式名称にはイタリア政府を表す「Made In Italy」と、エミリア・ロマーニャ州を表す「Dell'emilia Romagna」の両方が盛り込まれる。
タイヤ
本レースでピレリが持ち込むドライ用タイヤのコンパウンドはハード（白）：C2、ミディアム（黄）：C3、ソフト（赤）：C4の組み合わせ。
トラックリミット
FIAはターン9出口、ターン13エイペックス、ターン15出口の3箇所においてコースをはみ出した場合についての監視を強化する。フリー走行と予選はその周のラップタイムが抹消され、決勝では3回はみ出すと警告を意味するブラック&ホワイトフラッグが掲示され、4回を超えるとペナルティが科される場合がある。
セッション開始時刻の変更
4月9日に薨去したイギリス王室のエディンバラ公爵フィリップ王配の葬儀が本レースの予選日（土曜日）に行われることから、金曜日と土曜日のスケジュールが変更された。決勝のスタート時刻は変更されないが、開始前に新型コロナウイルス感染症で本年2月に亡くなったイモラ出身の元ロードレース世界選手権ライダーのファウスト・グレシーニへ1分間の黙祷を捧げる。

## エントリー
前戦バーレーンGPから変更なし。

## フリー走行
- 以下の内容は個別の出典を添付していない場合、これらの出典を参照「[11][12][13]」。

フリー走行1回目では2度の赤旗中断や通信回線のトラブルによりデータ収集に難航。フリー走行2回目では通信トラブルは解消したものの、セッション終盤にシャルル・ルクレールが単独クラッシュで赤旗中断となるが、残り数分での出来事であったため、そのままセッション終了となった。
フリー走行3回目はセッション中盤にニコラス・ラティフィが単独クラッシュし赤旗の原因となったが、彼は自走でピットへ帰還したため、中断していた時間は少なく、それ以外の波乱はなく、セッション終了となった。

## 予選
2021年4月17日 14:00 CEST(UTC+2)(以下の文章の参照先)
予選Q3にて渾身のアタックを決めたルイス・ハミルトン（メルセデス）が僅差でポールポジション（PP）を獲得。フロントローのもう一角にはセルジオ・ペレス（レッドブル）が入り、彼のキャリア初のフロントロー獲得を記録。また、二人のチームメイトは明暗が分かれ、マックス・フェルスタッペンはPPを逃したものの、約0.1秒以下の僅差の3番手と奮闘したが、バルテリ・ボッタスは8番手に終わり、メルセデスはレース戦略的には不利な状況となった。

### 予選結果
| 順位                | No. | ドライバー                   | コンストラクター              | Q1       | Q2       | Q3       | Grid |
| ------------------- | --- | ---------------------------- | ----------------------------- | -------- | -------- | -------- | ---- |
| 1                   | 44  | ルイス・ハミルトン           | メルセデス                    | 1:14.823 | 1:14.817 | 1:14.411 | 1    |
| 2                   | 11  | セルジオ・ペレス             | レッドブル-ホンダ             | 1:15.395 | 1:14.716 | 1:14.446 | 2    |
| 3                   | 33  | マックス・フェルスタッペン   | レッドブル-ホンダ             | 1:15.109 | 1:14.884 | 1:14.498 | 3    |
| 4                   | 16  | シャルル・ルクレール         | フェラーリ                    | 1:15.413 | 1:14.808 | 1:14.740 | 4    |
| 5                   | 10  | ピエール・ガスリー           | アルファタウリ-ホンダ         | 1:15.548 | 1:14.927 | 1:14.790 | 5    |
| 6                   | 3   | ダニエル・リカルド           | マクラーレン-メルセデス       | 1:15.669 | 1:15.033 | 1:14.826 | 6    |
| 7                   | 4   | ランド・ノリス               | マクラーレン-メルセデス       | 1:15.009 | 1:14.718 | 1:14.875 | 7    |
| 8                   | 77  | バルテリ・ボッタス           | メルセデス                    | 1:14.672 | 1:14.905 | 1:14.898 | 8    |
| 9                   | 31  | エステバン・オコン           | アルピーヌ-ルノー             | 1:15.385 | 1:15.117 | 1:15.210 | 9    |
| 10                  | 18  | ランス・ストロール           | アストンマーティン-メルセデス | 1:15.522 | 1:15.138 | No Time  | 10   |
| 11                  | 55  | カルロス・サインツ           | フェラーリ                    | 1:15.406 | 1:15.199 |          | 11   |
| 12                  | 63  | ジョージ・ラッセル           | ウィリアムズ-メルセデス       | 1:15.826 | 1:15.261 |          | 12   |
| 13                  | 5   | セバスチャン・ベッテル       | アストンマーティン-メルセデス | 1:15.459 | 1:15.394 |          | 13   |
| 14                  | 6   | ニコラス・ラティフィ         | ウィリアムズ-メルセデス       | 1:15.653 | 1:15.593 |          | 14   |
| 15                  | 14  | フェルナンド・アロンソ       | アルピーヌ-ルノー             | 1:15.832 | 1:15.593 |          | 15   |
| 16                  | 7   | キミ・ライコネン             | アルファロメオ-フェラーリ     | 1:15.974 |          |          | 16   |
| 17                  | 99  | アントニオ・ジョヴィナッツィ | アルファロメオ-フェラーリ     | 1:16.122 |          |          | 17   |
| 18                  | 47  | ミック・シューマッハ         | ハース-フェラーリ             | 1:16.279 |          |          | 18   |
| 19                  | 9   | ニキータ・マゼピン           | ハース-フェラーリ             | 1:16.797 |          |          | 19   |
| 107% time: 1:19.899 |     |                              |                               |          |          |          |      |
| 20                  | 22  | 角田裕毅                     | アルファタウリ-ホンダ         | No Time  |          |          | 20 1 |
| ソース:             |     |                              |                               |          |          |          |      |

#### 追記
- ^1 - 角田はQ1でタイムを記録できなかったが、スチュワードの協議により最後尾グリッドからの決勝出走が許可された[21][22]

## 決勝
2021年4月18日 15:00 CEST(UTC+2)（以下の内容の出典）
レース開始直前の降雨による路面コンディションに不確定要素が増したことやレース中盤の赤旗中断など、レース全体では波乱の展開となったが、結論から言えば、3番手スタートのマックス・フェルスタッペンがスタートダッシュを成功させ、1周目の段階で首位へ浮上。ルイス・ハミルトンが彼を追撃する形となったが、ハミルトンはレース中盤にコースオフによる自滅という形で首位争いから脱落。その後、いくつか危ない場面はあったが、フェルスタッペンを脅かすマシンはなく、そのままチェッカーを受け、フェルスタッペンが今季初優勝を果たした。

### レース結果
| 順位    | No. | ドライバー                   | コンストラクター              | 周回数 | タイム/リタイア原因 | Grid | Pts. |
| ------- | --- | ---------------------------- | ----------------------------- | ------ | ------------------- | ---- | ---- |
| 1       | 33  | マックス・フェルスタッペン   | レッドブル-ホンダ             | 63     | 2:02:34.598         | 3    | 25   |
| 2       | 44  | ルイス・ハミルトン           | メルセデス                    | 63     | +22.000             | 1    | 19FL |
| 3       | 4   | ランド・ノリス               | マクラーレン-メルセデス       | 63     | +23.702             | 7    | 16   |
| 4       | 16  | シャルル・ルクレール         | フェラーリ                    | 63     | +25.579             | 4    | 12   |
| 5       | 55  | カルロス・サインツ           | フェラーリ                    | 63     | +27.036             | 11   | 10   |
| 6       | 3   | ダニエル・リカルド           | マクラーレン-メルセデス       | 63     | +51.220             | 6    | 8    |
| 7       | 10  | ピエール・ガスリー           | アルファタウリ-ホンダ         | 63     | +52.818             | 5    | 6    |
| 8       | 18  | ランス・ストロール           | アストンマーティン-メルセデス | 63     | +56.9091            | 10   | 4    |
| 9       | 31  | エステバン・オコン           | アルピーヌ-ルノー             | 63     | +65.704             | 9    | 2    |
| 10      | 14  | フェルナンド・アロンソ       | アルピーヌ-ルノー             | 63     | +66.561             | 15   | 1    |
| 11      | 11  | セルジオ・ペレス             | レッドブル-ホンダ             | 63     | +67.151             | 2    |      |
| 12      | 22  | 角田裕毅                     | アルファタウリ-ホンダ         | 63     | +73.1842            | 20   |      |
| 13      | 7   | キミ・ライコネン             | アルファロメオ-フェラーリ     | 63     | +94.7733            | 16   |      |
| 14      | 99  | アントニオ・ジョヴィナッツィ | アルファロメオ-フェラーリ     | 62     | +1 Lap              | 17   |      |
| 15†     | 5   | セバスチャン・ベッテル       | アストンマーティン-メルセデス | 61     | ギアボックス        | 13   |      |
| 16      | 47  | ミック・シューマッハ         | ハース-フェラーリ             | 61     | +2 Laps             | 18   |      |
| 17      | 9   | ニキータ・マゼピン           | ハース-フェラーリ             | 61     | +2 Laps             | 19   |      |
| Ret     | 77  | バルテリ・ボッタス           | メルセデス                    | 30     | アクシデント        | 8    |      |
| Ret     | 63  | ジョージ・ラッセル           | ウィリアムズ-メルセデス       | 30     | アクシデント        | 12   |      |
| Ret     | 6   | ニコラス・ラティフィ         | ウィリアムズ-メルセデス       | 0      | スピンオフ          | 14   |      |
| ソース: |     |                              |                               |        |                     |      |      |

#### 追記
- ^FL - ファステストラップの1点を含む
- † - リタイアだが、90%以上の距離を走行したため規定により完走扱い
- ^1 - ランス・ストロールはコース外走行でアドバンテージを得たため、5秒のタイムペナルティ
- ^2 - 角田はトラックリミットの制限を超えたため、5秒のタイムペナルティ
- ^3 - キミ・ライコネンはローリングスタートの違反により30秒のタイムペナルティ

## 第2戦終了時点のランキング
|         | 順位 | ドライバー                 | ポイント |
| ------- | ---- | -------------------------- | -------- |
|         | 1    | ルイス・ハミルトン         | 44       |
|         | 2    | マックス・フェルスタッペン | 43       |
| 1       | 3    | ランド・ノリス             | 27       |
| 2       | 4    | シャルル・ルクレール       | 20       |
| 2       | 5    | バルテリ・ボッタス         | 16       |
| ソース: |      |                            |          |

|         | 順位 | コンストラクター        | ポイント |
| ------- | ---- | ----------------------- | -------- |
|         | 1    | メルセデス              | 60       |
|         | 2    | レッドブル-ホンダ       | 53       |
|         | 3    | マクラーレン-メルセデス | 41       |
|         | 4    | フェラーリ              | 34       |
|         | 5    | アルファタウリ-ホンダ   | 8        |
| ソース: |      |                         |          |

- 注：ドライバー、コンストラクター共にトップ5のみ表示。